# Нечистые животные
Нечистые животные — библейский (ветхозаветный) термин, обозначающий животных, которых не использовали при жертвоприношениях и не употребляли в пищу. В более широком смысле — животные, не употребляемые в пищу или нелюбимые конкретным народом в силу традиций, предубеждений и медицинских показаний.

## Иудаизм

### В Талмуде
Различие между чистыми и нечистыми четвероногими животными, указанное в Ветхом Завете, полнее разбирается в Галахе. К двум отличительным признакам чистого животного — отрыганию жвачки и раздвоению копыт (Лев., 11, 3) — Талмуд присоединяет третье — отсутствие верхних зубов, признак, всегда сопутствующий первым двум. Отличительным признаком является также строение поясничной мышцы (Musculus Psoas) у той и другой категории: у чистых животных под крыловидным отростком крестца мышечные волокна имеют двоякое направление: продольное и поперечное, свободно разрываются вдоль и поперек; нечистые животные имеют лишь продольные мышечные волокна).
Дикие животные разделяются на обе категории по тем же признакам, но необходимо различать между дикими и домашними на том основании, что жир первых годен к употреблению, а домашних нет; у первых надо дать вытечь крови и покрыть её землёй, у домашних нет. Чтобы отличить чистых домашних животных от чистых диких, надо обратить внимание на рога: у диких рога вилообразны или, по крайней мере, без трещин, имеют зазубрины и округлены). Законоучители Талмуда испытывали некоторое затруднение при определении отличительных признаков чистой и нечистой птицы, потому что в Библии (Лев., 11, 13—19) даётся лишь перечисление нечистых птиц, без всякого указания на их признаки; к названиям видов добавляются слова «лемино» и «лиминегу», то есть «с породой их», что заставляет искать характерные черты обеих категорий. Талмуд установил следующие правила для отличия чистых от нечистых птиц. Чистая птица не должна быть хищной, один палец у неё сзади других (если только таково значение слова ענצא). Три передние пальца у чистых птиц находятся на одной стороне, а задний на другой; у нечистых на каждой стороне по два пальца. Далее, чистые птицы имеют зоб, желудки с легко отделяемой слизистой оболочкой; брошенную им пищу они хватают на лету, выбрасывают наземь и раздирают клювом прежде, чем проглотить; напротив того, нечистые птицы сразу проглатывают пойманную на лету пищу или же, поддерживая её одной ногой, отрывают от неё куски клювом (Хул., 59а, 61а, 63а). Так как это различие не имеется в Библии, то мнения законоучителей по этому вопросу расходились. Следуя Библии, Талмуд запрещает 24 вида птиц; если какие-нибудь птицы не подходят по своим признакам под эти виды, то их можно есть; если относительно какой-нибудь птицы возникает сомнение, то нужно анализировать второстепенные признаки. Раввины позднейших времён, например германские, полагали, что чисты только те породы, которые издревле традицией допущены к употреблению в пищу (תרומה). В казуистической литературе по этому предмету существуют разные мнения: так, Менахем-Мендель Крохмаль (Zemach Zedek, № 29) считает дикого гуся нечистой птицей, а Эйбеншютц — чистой.
По отношению к рыбе Мишна (Нидда, 51б), толкуя определение Библии в Лев., 11, 9, говорит, что все рыбы, имеющие чешую, имеют также и плавники. Согласно этому определению, если в редких случаях чешуйчатые рыбы не имеют плавников, то принимается, что последние очень малы или рудиментарны, так что не могут быть замечены. С другой стороны, рыба с плавниками, если не имеет чешуи, признаётся безусловно нечистой. Дополнительные признаки даёт устройство спинного хребта или головы: чистые рыбы имеют вполне развитый спинной хребет и более или менее плоскую голову, нечистые не имеют спинной кости, а голова у них заострена. Резко различаются между собой у обеих категорий рыб икра и пузырь: у чистых рыб пузырь имеет один конец заострённый, а другой тупой, у нечистых края или оба заострённые или оба тупые. Авторитеты прежнего времени много спорили по вопросу ο том, имеют ли эти второстепенные признаки значение в рыбах без чешуи и плавников, или же только в тех случаях, когда по внешнему виду рыбы нельзя судить, имела ли она чешую и плавники. Интересен спор между Аароном Хорином и ортодоксами по вопросу об осетрине, которую первый, вопреки общераспространённому мнению, отнес к категории чистых рыб.
Моисеев закон допустил к употреблению четыре вида саранчи (Лев., 11, 21—22); Мишна даёт следующие признаки чистой саранчи: четыре ноги, из них две для прыгания, и четыре крыла, достаточно широкие для покрытия всего тела. Дальнейшие законы ο саранче признали годным только один вид её, известный под именем נגח, и кроме того, требовали авторитетного признания древних раввинов, чтобы допустить её к пище. Впоследствии саранча была запрещена. Особенной строгостью отличались постановления законоучителей относительно червей (Лев., 11, 41): они не считали грехом съесть червяка, который находится в мясе, плодах, рыбе, питьевой воде и т. п.; но и в этих случаях они запрещали его, если он был удален с того места, где он находился первоначально, или если он сам ушёл от того места и потом вернулся назад; на практике это повело к полному запрещению всякой пищи, содержащей червяков. Позднейшие законы ο червяках отличаются своею крайней запутанностью. Плоды и овощи должны быть тщательно осмотрены, не содержат ли они червяков, и если после варки в них обнаружатся червоточины, то такая пища должна быть признана негодной).

### Толкование разделения животных на чистых и нечистых
В послании Аристея (144—154) говорится, что «эти законы даны в интересах справедливости, чтобы вызвать чистые мысли и воспитать характер»; подчеркивается, что хищные животные запрещены с той целью, чтобы люди научились быть справедливыми и помнили, что не следует прибегать к насилиям в расчёте на свои собственные силы. Отличительные черты чистых животных получают аллегорическое объяснение: разделённые копыта должны напоминать ο добрых и злых последствиях, могущих проистекать из всякого действия: мученик Элеазар в IV Мак., 5, 25, в ответ на насмешки царя над еврейскими законами ο пище, говорит: «Бог позволил нам есть, что подходит к нашей душе, и запретил вредное мясо». Здесь выражена та же мысль, которая содержится в словах испанского талмудиста Самуила Царцы: «Все эти вещи портят кровь и делают её легко восприимчивой ко всяким болезням; они оскверняют тело и душу» (Мекор Хаим, Тазриа). Филон дал пространные аллегорические толкования этих законов (ср. De Agricultura Noe XXV—XXXI), такого же рода толкования их держались и отцы церкви (Иреней, Климент Александрийский, Ориген).
Ортодоксальное еврейство неблагосклонно относилось ко всяким таким объяснениям: ортодоксы говорили, что они не потому не кушают свинины, что она вредная пища, а потому, что Бог её запретил. Талмудическо-мидрашитская литература вообще отказывается мотивировать эти законы: опасались, что толкования их вызовут сомнения в их целесообразности, и решили довольствоваться тем, что они обязательны, как данные в Торе. Со времени Саадии-гаона еврейские комментаторы пытались найти для этих законов рационалистическую или мистическую основу. Замечательно, что теория Саадии почти аналогична с современной тотемистической теорией: он говорит, что некоторые животные, почитавшиеся божественными, разрешены были в пищу в целях противодействия обожествлению животных, и по той же причине другие животные были объявлены нечистыми.
Ибн-Эзра полагает, что мясо нечистых животных запрещено потому, что оно нечисто и вредно, и что вместе с мясом переходят в плоть и кровь человека хищные черты животного. Маймонид видит в основе этих законов причины гигиенического и отчасти эстетического характера. Таковы же взгляды великого экзегета Самуила бен-Меира в его комментарии к Левиту. Нахманид лишь отчасти соглашается с этими теориями и приводит один гигиенический мотив по отношению к рыбам. Чистая рыба держится ближе к поверхности, и поэтому она содержит некоторую теплоту, которая отнимает у неё влажность, тогда как нечистые живут глубоко в воде и особенно в стоячей и болотистой воде, они содержат много холода и влажности, что делает их вредными для употребления в пищу. По отношению к четвероногим Нахманид колеблется между этическими и гигиеническими мотивами и ссылается на христианских врачей для доказательства непригодности свинины. Объяснения Бахии бен-Ашера ο нечистых животных взяты преимущественно у Нахманида. Он добавляет, что эти законы представляют дальнейшее развитие законов ο жертвенном культе, ибо все, что не допущено в качестве жертвоприношения, не должно употребляться в пищу. Исаак Арама признаёт только этические мотивы и отвергает гигиенические. Прοтив рационалистических толкований Маймонида выступает также и Витербо (Таам Зекеним, изд. Ашкенази, стр. 42—43).
Согласно каббале, нечистые животные происходят от клипот, создавших зло в мире; с пришествием Мессии, когда все очистится, и эти животные будут допущены в пищу. Таким путём мистика объясняет мысль, выраженную в Мидраше Тегилим к Пс., 146, что в будущем бог провозгласит нечистых животных чистыми. Этот Мидраш смущал Абрабанеля и других талмудистов, которые полагали, что эта фраза представляет позднейшую вставку христиан.

### Перечень нечистых животных в Танахе
1. Все бескопытные звери, рептилии, амфибии.
2. Свиньи.
3. Грызуны (заяц, тушканчик, мышь, даман).
4. Землеройки (крот).
5. Летучие мыши.
6. Все хищные птицы (орёл, гриф, ястреб, сокол, коршун, филин, сова).
7. Птицы-рыболовы (цапля, пеликан, чайки, лебедь).
8. Воронья порода.
9. Зуй, ибис, удод.
10. Страус.
11. Все водные животные без чешуи.
12. Все беспозвоночные, кроме некоторых видов саранчи.

Лев. 11:1—47

## Христианство
Текст раздела пока написан только на основе Библии.

### Допотопная эпоха
От сотворения мира Господь дал человеку в пищу растения: Быт.1:29 И сказал Бог: вот, Я дал вам всякую траву, сеющую семя, какая есть на всей земле, и всякое дерево, у которого плод древесный, сеющий семя; — вам сие будет в пищу. До Потопа существовало деление животных на чистых и нечистых, но не по пищевым критериям (ибо животных в пищу не употребляли), а по пригодности к жертвоприношению Господу: Быт.8:20 И устроил Ной жертвенник Господу; и взял из всякого скота чистого и из всех птиц чистых и принес во всесожжение на жертвеннике.

### Времена язычников
После Потопа Бог также разрешил помимо растений употребление в пищу животных: Быт.9:3 Все движущееся, что живёт, будет вам в пищу; как зелень травную даю вам всё.

### Эра Закона
Давая Закон Моисею, Бог запретил употреблять в пищу нечистых животных: мяса их не ешьте и к трупам их не прикасайтесь; нечисты они для вас. (Лев. 11:8)

### Христианская эра
Из посланий Апостолов:
- Ради пищи не разрушай дела Божия. Все чисто, но худо человеку, который ест на соблазн. (Рим. 14:20)
- Для чистых все чисто. (Евр. 13:9)
- Учениями различными и чуждыми не увлекайтесь; ибо хорошо благодатью укреплять сердца, а не яствами, от которых не получили пользы занимающиеся ими. (Тит. 1:15)
- Истребив учением бывшее о нас рукописание, которое было против нас, и Он взял его от среды и пригвоздил ко кресту; отняв силы у начальств и властей, властно подверг их позору, восторжествовав над ними Собою. Итак никто да не осуждает вас за пищу, или питие. (Кол. 2:14—16)
- Ибо иной уверен, что можно есть все, а немощный ест овощи. Кто ест, не уничижай того, кто не ест; и кто не ест, не осуждай того, кто ест, потому что Бог принял его… Кто ест, для Господа ест, ибо благодарит Бога; и кто не ест, для Господа не ест, и благодарит Бога. (Рим. 14:2, 3, 6)

Из книги «Деяния святых апостолов»:
начал речь Иаков и сказал: …
19 Посему я полагаю не затруднять обращающихся к Богу из язычников,
20 а написать им, чтобы они воздерживались от оскверненного идолами, от блуда, удавленины и крови, и чтобы не делали другим того, чего не хотят себе.
…
28 Ибо угодно Святому Духу и нам не возлагать на вас никакого бремени более, кроме сего необходимого:
29 воздерживаться от идоложертвенного и крови, и удавленины, и блуда, и не делать другим того, чего себе не хотите. Соблюдая сие, хорошо сделаете. Будьте здравы ".
Деян. 15:19—29

## Ислам
Нечистые животные, употребление которых запрещено мусульманам определены в Коране и хадисах пророка Мухаммада. Ряд стихов (аятов) Корана запрещают потребление мертвечины, крови и свинины; а также любое другое мясо, над которым не было произнесено имя Аллаха. В Коране прямо указывается, что является запрещённым (харам), в то время как всё остальное считается законным и разрешённым (халяль). Согласно Корану даже запрещённые продукты разрешены мусульманам в чрезвычайных ситуациях (например, из-за опасности смерти от голода). Единственными продуктами питания, явно охарактеризованными как законные в Коране, являются животные, взятые из пресной или солёной воды. Мусульманам разрешено употреблять в пищу мясо животных, заколотое иудеями и христианами, за исключением тех, которые специально запрещены, такие как свинина. Запрет на употребление свинины относится как к домашнему виду, так и дикому, и распространяется на все части животного, включая его жир.
В Коране не представлен полный перечень нечистых животных, поэтому исламские правоведы также использовали сунну пророка Мухаммада. Согласно хадисам мусульманам запрещено употреблять в пищу мясо «любого хищника, у которого есть клыки», «любое животное, обладающее клыками, и любую птицу, имеющую когти», «мясо домашних ослов», «ежей», «мясо и молоко животных, питающихся нечистотами» и др. Во всех суннитских правовых школах (мазхабах), кроме ханафитского, разрешено есть мясо дикого осла. В свою очередь религиовед А. А. Али-заде отмечает, что можно есть любую рыбу.
Религиовед и иранист Ричард Фольц отмечает, что в большинстве мазхабов (кроме маликитского) нечистым животным считается собака, несмотря на то, что во времена предшествующие принятию ислама арабские кочевники содержали собак для охоты, охраны и выпаса скота.

## Буддизм
В буддизме животных не разделяют на чистых и нечистых. Наоборот, все животные считаются священными. Однако это приводит к тому же результату — ограничению в употреблении в пищу.

## Индуизм
В индуизме нечистых животных нет. Корова считается священным животным, потому что считается созданной Богом для человека, чтобы давать каждый день ему пищу в виде молока (самой корове и телятам столько молока не надо). Поэтому убивать коров и есть их мясо запрещено. Ограничение в употреблении в пищу мяса других животных связано с возможностью выхода из-под влияния гун материальной природы (главным образом, невежества и страсти), то есть возможностью духовного совершенствования человека и его приближения к святости, к Богу.(Источник: Бхагавадгита).

## Ведизм
В древних писаниях Индии, в Ведах, есть неоднократные упоминания о том, как брахманы и кшатрии употребляли в пищу мясо — например, говядину, конину.
Ригведа:
- «Один гонит вниз к воде хромую корову, один разделывает мясо, привезенное в корзине» (I.161.10)
- «(Те,) кто осматривает коня, когда он готов, Кто говорит: Он пахнет хорошо. Снимай (его). И кто ожидает угощения мясом скакового коня, — Их воспевание пусть также нам благоприятствует! Та палочка, чтобы пробовать из котла при варке мяса, Те чаши для наливания жижи, Дымящиеся крышки горшков, Крюк, блюда — (все они) служат коню.» (I.162.12-13)
- «Когда в течение года Рибху охраняли корову, Когда в течение года Рибху резали мясо» (IV.33.4)
- «Словно раскладывая (жертвенную солому), словно варя на огне (мясо) с пленкой» (V.43.7)
- «Ведь мне готовят сразу пятнадцать-двадцать быков, затем я ем также жир. Мне наполняют обе стороны живота. Индра — выше всего!» (X.86.14)

Атхарваведа (V.29.5-6): «Для тела мы добываем мясо, жизненный дух! В сыром, в хорошо сваренном, в созревшем… Да будет этот (человек) без болезни!»